# Pātūr
Pātūr är en ort i Indien.   Den ligger i distriktet Akola och delstaten Maharashtra, i den centrala delen av landet, 900 km söder om huvudstaden New Delhi. Pātūr ligger 348 meter över havet och antalet invånare är 21 747.
Terrängen runt Pātūr är platt, och sluttar norrut. Runt Pātūr är det ganska tätbefolkat, med 172 invånare per kvadratkilometer. Det finns inga andra samhällen i närheten. Trakten runt Pātūr består till största delen av jordbruksmark.